# Barranco del Salinar
El barranco del Salinar es un barranco situado al sureste de la comarca del Sobrarbe (Aragón, España), que nace en las faldas de la parte oriental de la sierra del Turón y desemboca en el río Cinca en la cola del embalse de El Grado, delante de Ligüerre de Cinca.
Dominan su curso las faldas orientales de la sierra del Turón, cuando nace por debajo de Troncedo, y después el cerro de Trillo, que se halla en la parte norte del barranco. Cuando llega al Cinca en Ligüerre, por debajo de la cota de los 500 m s. n. m. pasa al sur de la sierra del Entremón, en el sitio de menor altitud de todo el Sobrarbe, y lleva el agua al embalse de El Grado a menos de 4 km del límite meridional de la comarca. Salva un desnivel de más de 400 metros.
Forman parte de su cuenca los núcleos de Troncedo, Salinas de Trillo, Trillo, Caneto, Samper de Trillo y Clamosa, los seis se encuentran en el municipio de La Fueva, y los despoblados de Bediello y La Selva. Su curso no forma parte de La Fueva geográfica, pues la separan de ella las elevaciones del cerro en el que se aposenta Troncedo, el cerro de Trillo y las estribaciones de la sierra del Entremont.